# Peter Iwers
Peter Iwers (né le 15 mai 1975 à Stockholm) était le bassiste du groupe de death metal mélodique In Flames dans lequel il a joué depuis l'album Colony sorti en 1999 jusqu'en 2016. Il avait pris la place de Johan Larsson dans le groupe.

## Biographie
Son jeu a été influencé par Mike Porcaro et par Geddy Lee.
Il a deux filles. Son frère, Anders Iwers est lui aussi bassiste, il joue pour le groupe Tiamat.